# Église de Vaala
L’église de Vaala (en finnois : Vaalan kirkko) est une église en bois située à Vaala en Finlande.

## Description
L'édifice en brique conçu par Dag Englund est construit en 1960–1961.
Matti Leiber conçoit les plans d’agrandissement en 1988 en ajoutant des espaces paroissiaux et un clocher.
L'église a une superficie de 346 m2 et dispose de 400 sièges.
L'autel a une croix en bois.
L'orgue à 14 jeux est livré par la fabrique d'orgues de Kangasala en 1961.